# Bataille de Kazimierz Dolny
Insurrection de novembre 1830
Batailles
- Stoczek
- Dobra
- Kałuszyn
- Wawer
- Nowa Wieś
- Białołęka
- Grochow
- Kurow
- Wawer
- Debe Wielkie
- Domanice
- Iganie
- Kazimierz Dolny
- Ostrołęka
- Wola

La bataille de Kazimierz Dolny s'est déroulée le 18 avril 1831, à l'époque de l'Insurrection de novembre 1830 entre les troupes impériales russes et polonaises. Elle s'est terminée par la défaite des troupes polonaises commandées par le général Julian Sierawski.

## Bataille
Le général Julian Sierawski reçoit l'ordre de rejoindre le général Józef Dwernicki situé dans le Sud de la capitale, pour soulever la Volhynie. Le 14 avril, les troupes polonaises quittent Kazmierz pour se rendre à Jozefow. L'armée impériale russe, sûre de l'infériorité numérique de Sierawski, attend. Muchowski, qui avait pour mission de traverser la Vistule et d'occuper Jozefow, sera trahi par son infanterie placée sur la rive droite, qui révèlera la destination et les objectifs des Polonais.
Le 15 avril, le général Sierawski, commandant une brigade composée de trois escadrons de volontaires de Sandomir, de six escadrons de Kalisz, de deux escadrons de l'aigle blanc, d'un escadron de Poniatowski et de 200 fantassins, traverse le fleuve Vistule et, avec l'avant-garde du colonel Piotr Ludomir Lagowski, marche sur Babin. Lagowski retire sa cavalerie et reste auprès de l'infanterie dans Babin, qu'il promet de défendre, quand, dévoilé par les mouvements de sa cavalerie, il se trouve en face de six bataillons d'infanterie russe, l'arme au bras, tambour battant. Ne pouvant détruire le pont et battre en retraite, Lagowski se replie sur Bełżyce en laissant le bataillon de Màlczewski dans la ville et toute sa cavalerie. Pendant ce temps, Kreutz quitte Lublin et rencontre 6 000 nouvelles recrues polonaises, qui ne possèdent ni artillerie, ni pont pour effectuer une retraite. Les Russes attaquent avec force et les rejettent vers la Vistule.
Le 17 avril, Sierawski se trouve en présence de 24 000 hommes de l'armée impériale russe commandée par général Cyprian Kreutz. Les Polonais sont battus lors de la bataille (pl) de Wronów.
Le 18 avril, le général Julian Sierawski, au lieu de se retirer devant les forces ennemies beaucoup plus nombreuses, engage un combat inégal. Obligé de se retirer sur la ville fortifiée de Kazimierz Dolny, il est poursuivi et attaqué férocement le lendemain. Il sera obligé de repasser la Vistule pour se protéger avec 1 200 hommes tués.

## Conséquences
La défaite du général Julian Sierawski ouvre les rives de la Vistule et les portes de Varsovie aux armées russes. Le 20 avril le général Dwernicki, coupé de la Vistule et de Varsovie, est forcé par le général russe Theodor von Rüdiger de marcher vers la Podolie en longeant la frontière autrichienne.
Le corps d'armée du général Dwernicki perdu pour la Pologne, les forces armées des généraux Rudiger et Kreutz permettent de soutenir les opérations russes. Le général Wojciech Chrzanowski est immédiatement dépêché en Volhynie pour tenir la place laissée vacante par les généraux Sierawski et Dwernicki. Cette position stratégique aura de graves conséquences pour l'avenir de la Pologne. Les effectifs amoindris et les territoires stratégiques occupés, la défaite lors de la bataille d'Ostrołęka (1831) est imminente.

## À voir aussi
- Bataille de Debe Wielkie
- Bataille d'Ostrołęka (1831)